# Liste der denkmalgeschützten Objekte in Blatnica
Die Liste der denkmalgeschützten Objekte in Blatnica enthält die 26 nach slowakischen Denkmalschutzvorschriften geschützten Objekte in der Gemeinde Blatnica im Okres Martin.

## Denkmäler
| Foto |                 | Denkmal / č. ÚZPF                                     | Standort / Konskr. Nr.                    | Offizielle Beschreibung                          | Beschreibung                                                        | Metadaten                                                                  |
| ---- | --------------- | ----------------------------------------------------- | ----------------------------------------- | ------------------------------------------------ | ------------------------------------------------------------------- | -------------------------------------------------------------------------- |
|      | Datei hochladen | Kirche(sk) ObjektID: 506-535/0                        | KG: Blatnica Konskr.Nr.:                  | r.k.sv.Ondreja;pohrebný kostol Folkušovských     | römisch-katholische Kirche St. Andreas, Begräbniskirche Folkušovská | č. NKP: 506-535/0 Stand des NKP: 2012-02-08 Name: KOSTOL                   |
| ja   | Datei hochladen | Kirche(sk) ObjektID: 506-11697/0                      | Standort KG: Blatnica Konskr.Nr.:         | ev.a.v.                                          | evangelische Kirche                                                 | č. NKP: 506-11697/0 Stand des NKP: 2012-02-08 Name: KOSTOL                 |
| ja   | Datei hochladen | westlicher Turm(sk) Burg Blatnica ObjektID: 506-534/1 | Standort KG: Blatnica Konskr.Nr.:         | hradné jadro;veža obytná,donjon                  | Kernburg, Wohnturm, Bergfried                                       | č. NKP: 506-534/1 Stand des NKP: 2012-02-08 Name: VEŽA I. ZÁPADNÁ          |
|      | Datei hochladen | Turm mit Stiegenaufgang(sk) ObjektID: 506-534/2       | KG: Blatnica Konskr.Nr.:                  | hradné jadro                                     | Kernburg                                                            | č. NKP: 506-534/2 Stand des NKP: 2012-02-08 Name: VEŽA SCHODISKOVÁ         |
| ja   | Datei hochladen | Burgpalast(sk) ObjektID: 506-534/3                    | KG: Blatnica Konskr.Nr.:                  | hradné jadro;palác                               | Kernburg, Palast                                                    | č. NKP: 506-534/3 Stand des NKP: 2012-02-08 Name: PALÁC HRADNÝ             |
|      | Datei hochladen | nördlicher Turm II(sk) ObjektID: 506-534/4            | KG: Blatnica Konskr.Nr.:                  | hradné jadro                                     | Kernburg                                                            | č. NKP: 506-534/4 Stand des NKP: 2012-02-08 Name: VEŽA II.VÝCHODNÁ         |
|      | Datei hochladen | Gebäude I(sk) ObjektID: 506-534/5                     | KG: Blatnica Konskr.Nr.:                  | hradné jadro                                     | Kernburg                                                            | č. NKP: 506-534/5 Stand des NKP: 2012-02-08 Name: BUDOVA I.                |
|      | Datei hochladen | südöstliche Bastion I(sk) ObjektID: 506-534/6         | KG: Blatnica Konskr.Nr.:                  | hradné jadro                                     | Kernburg                                                            | č. NKP: 506-534/6 Stand des NKP: 2012-02-08 Name: BAŠTA I. JUHOVÝCHODNÁ    |
|      | Datei hochladen | Burgmauer I(sk) ObjektID: 506-534/7                   | KG: Blatnica Konskr.Nr.:                  | hradné jadro                                     | Kernburg                                                            | č. NKP: 506-534/7 Stand des NKP: 2012-02-08 Name: MÚR HRADBOVÝ I.          |
|      | Datei hochladen | südliche Bastion II(sk) ObjektID: 506-534/8           | KG: Blatnica Konskr.Nr.:                  | hradné jadro                                     | Kernburg                                                            | č. NKP: 506-534/8 Stand des NKP: 2012-02-08 Name: BAŠTA II.JUŽNÁ           |
|      | Datei hochladen | Burghof I(sk) ObjektID: 506-534/9                     | KG: Blatnica Konskr.Nr.:                  | hradné jadro;horné nádvorie                      | Kernburg, oberer Hof                                                | č. NKP: 506-534/9 Stand des NKP: 2012-02-08 Name: NÁDVORIE HRADNÉ I.       |
|      | Datei hochladen | Haus II Ostseite(sk) ObjektID: 506-534/10             | KG: Blatnica Konskr.Nr.:                  | predhradie                                       | Vorwerk                                                             | č. NKP: 506-534/10 Stand des NKP: 2012-02-08 Name: BUDOVA II.VÝCHODNÁ      |
|      | Datei hochladen | westliches Gebäude III(sk) ObjektID: 506-534/11       | KG: Blatnica Konskr.Nr.:                  | predhradie                                       | Vorwerk                                                             | č. NKP: 506-534/11 Stand des NKP: 2012-02-08 Name: BUDOVA III.ZÁPADNÁ      |
|      | Datei hochladen | Burgtor(sk) ObjektID: 506-534/12                      | KG: Blatnica Konskr.Nr.:                  | predhradie;vstupná brána                         | Vorwerk, Eingangstor                                                | č. NKP: 506-534/12 Stand des NKP: 2012-02-08 Name: BRÁNA HRADNÁ            |
|      | Datei hochladen | nordwestliche Bastion III(sk) ObjektID: 506-534/13    | KG: Blatnica Konskr.Nr.:                  | predhradie                                       | Vorwerk                                                             | č. NKP: 506-534/13 Stand des NKP: 2012-02-08 Name: BAŠTA III.SEVEROZÁPADNÁ |
|      | Datei hochladen | Burgmauer II(sk) ObjektID: 506-534/14                 | KG: Blatnica Konskr.Nr.:                  | predhradie                                       | Vorwerk                                                             | č. NKP: 506-534/14 Stand des NKP: 2012-02-08 Name: MÚR HRADBOVÝ II.        |
|      | Datei hochladen | nördliches Gebäude IV(sk) ObjektID: 506-534/15        | KG: Blatnica Konskr.Nr.:                  | predhradie                                       | Vorwerk                                                             | č. NKP: 506-534/15 Stand des NKP: 2012-02-08 Name: BUDOVA IV.SEVERNÁ       |
|      | Datei hochladen | Burghof II(sk) ObjektID: 506-534/16                   | KG: Blatnica Konskr.Nr.:                  | predhradie;dolné nádvorie                        | Vorwerk, unterer Hof                                                | č. NKP: 506-534/16 Stand des NKP: 2012-02-08 Name: NÁDVORIE HRADNÉ II.     |
|      | Datei hochladen | Burggraben(sk) ObjektID: 506-534/17                   | KG: Blatnica Konskr.Nr.:                  | predhradie;predpolie                             | Vorwerk                                                             | č. NKP: 506-534/17 Stand des NKP: 2012-02-08 Name: PRIEKOPA HRADNÁ         |
|      | Datei hochladen | Burgrest(sk) ObjektID: 506-2193/0                     | KG: Blatnica Konskr.Nr.:                  | neskúmané;Hradisko Plešovica                     | nicht untersucht, Burg Plešovica                                    | č. NKP: 506-2193/0 Stand des NKP: 2012-02-08 Name: HRADISKO                |
|      | Datei hochladen | Höhlensiedlung(sk) ObjektID: 506-2194/1               | KG: Blatnica Konskr.Nr.:                  | skúmané čiastočne;Jaskyňa "Na vyhni"             | teilweise untersucht, Höhle "nicht betreten"                        | č. NKP: 506-2194/1 Stand des NKP: 2012-02-08 Name: SÍDLISKO JASKYNNÉ       |
|      | Datei hochladen | Erinnerungshütte(sk) ObjektID: 506-3207/1             | 0 KG: Blatnica Konskr.Nr.:                | zrubová,veliteľstvá part.;partizánska chata      | rustikal, Hauptsitz der Partisanen                                  | č. NKP: 506-3207/1 Stand des NKP: 2012-02-08 Name: CHATA PAMÄTNÁ           |
|      | Datei hochladen | Gedenktafel(sk) ObjektID: 506-3207/2                  | 0 KG: Blatnica Konskr.Nr.:                | SNP-veliteľské sídlo;veliteľské sídlo partizánov | Nationalaufstand-Kommandozentrale                                   | č. NKP: 506-3207/2 Stand des NKP: 2012-02-08 Name: TABUĽA PAMÄTNÁ          |
|      | Datei hochladen | Denkmal(sk) ObjektID: 506-3208/0                      | KG: Blatnica Konskr.Nr.:                  | padlí v SNP                                      | für die Opfer des Nationalaufstandes                                | č. NKP: 506-3208/0 Stand des NKP: 2012-02-08 Name: POMNÍK                  |
| ja   | Datei hochladen | Schloss(sk) ObjektID: 506-536/0                       | 130 Standort KG: Blatnica Konskr.Nr.: 130 | solitér;Révayovský kaštieľ                       | Herrenhaus Révayov                                                  | č. NKP: 506-536/0 Stand des NKP: 2012-02-08 Name: KAŠTIEĽ                  |
| ja   | Datei hochladen | Landsitz(sk) ObjektID: 506-537/0                      | Standort KG: Blatnica Konskr.Nr.: 131     | Múzeum K.Plicku                                  | Museum Karl Plicku                                                  | č. NKP: 506-537/0 Stand des NKP: 2012-02-08 Name: KÚRIA                    |

## Legende
Die Tabelle enthält im Einzelnen folgende Informationen:
| Foto:                    | Fotografie des Denkmals. |
| Denkmal / č. ÚZPF:       | Die Übersetzung der Bezeichnung des Denkmals, wie sie vom Slowakischen Denkmalamt (Pamiatkový úrad Slovenskej republiky) verwendet wird. Die Originalbezeichnung ist unter dem Fragezeichen angegeben. Fehlt die Übersetzung, so wird die Originalbezeichnung direkt angezeigt. Weiters ist die Objekt-Identifikationsnummer (Objekt ID) angeführt. Sie ist die offizielle, in der Slowakei eindeutige Nummer č. ÚZPF inklusive der zugehörigen Zählnummer, wie sie in den Daten des Denkmalamtes angegeben wird. Da diese nur innerhalb eines Landkreises gezählt wird, ist dessen Nummer der Denkmalnummer vorangestellt. |
| Standort:                | Wenn in der Liste vorhanden, ist die Adresse angegeben. In Klammern kann sich noch eine zusätzliche Adresse befinden, wenn es beispielsweise ein Eckhaus ist. Bei freistehenden Objekten ohne Adresse (zum Beispiel bei Bildstöcken) ist eine Adresse angegeben, die in der Nähe des Objekts liegt. Durch Aufruf des Links Standort wird die Lage des Denkmals in verschiedenen Kartenprojekten angezeigt. Darunter sind die Katastralgemeinde (KG) und, wenn vorhanden, die Konskriptionsnummer (Konskr. Nr.) angegeben.                                                                                                   |
| Offizielle Beschreibung: | Es ist die Kurzbeschreibung auf Slowakisch, wie sie in den offiziellen Listen angegeben ist, eingetragen. |
| Beschreibung:            | Kurze Angaben zum Denkmal auf Deutsch. |
| Metadaten:               | Zusätzlich werden, wenn in den persönlichen Einstellungen das Helferlein Dauerhaftes Einblenden von Metadaten aktiviert ist, ebensolche angezeigt. |

- Karte mit allen Koordinaten:
- OSM |
- WikiMap